# The Sun Comes Out Tonight
The Sun Comes Out Tonight es el sexto álbum de estudio del grupo estadounidense de metal industrial Filter, lanzado en 2013. Originalmente anunciado como Gurney and the Burning Books y destinado a la publicación independiente a mediados de 2012, la banda más tarde firmar a gran discográfica Wind-up Records
The Sun Comes Out Tonight fue lanzado el 4 de junio de 2013, con el primer sencillo, "What Do You Say" lanzado el 7 de mayo de 2013.

## Lista de canciones
Toda la música compuesta por Richard Patrick, Bob Marlette, y Jonathan Radtke, excepto "It's My Time", por Patrick y Marlette, y "The Hand That's Dealt", por Patrick y Radke.. 
| N.º | Título                                  | Escritor(es) | Duración |  |
| 1.  | «We Hate It When You Get What You Want» |              | 3:47     |  |
| 2.  | «What Do You Say»                       |              | 3:48     |  |
| 3.  | «Surprise»                              |              | 4:19     |  |
| 4.  | «Watch the Sun Come Out Tonight»        |              | 4:05     |  |
| 5.  | «It’s Got to Be Right Now»              |              | 3:19     |  |
| 6.  | «This Finger’s for You»                 |              | 3:52     |  |
| 7.  | «Self Inflicted»                        |              | 3:18     |  |
| 8.  | «First You Break It»                    |              | 3:36     |  |
| 9.  | «Burn It»                               |              | 4:22     |  |
| 10. | «Take That Knife Out of My Back»        |              | 3:41     |  |
| 11. | «It’s My Time»                          |              | 3:25     |  |
| 12. | «It’s Just You»                         |              | 4:11     |  |

iTunes Bonus Tracks
| iTunes Bonus Tracks |                                          |          |  |
| N.º                 | Título                                   | Duración |  |
| 13.                 | «The Better Years»                       | 3:45     |  |
| 14.                 | «Faded»                                  | 3:02     |  |
| 15.                 | «The Hand That's Dealt (UK Bonus Track)» | 3:07     |  |

## Posición en listas

### Álbum
| Lista (2013)     | Posición |
| ---------------- | -------- |
| US Billboard 200 | 46       |